# Île Viscontea
L'île Viscontea (en italien : isola Viscontea) est une île fluviale d'Italie sur l'Adda dans la province de Lecco appartenant administrativement à Lecco.

## Géographie
Elle s'étend sur environ 110 m de longueur pour une largeur approximative de 27 m. 

## Histoire
Les origines de cet îlot sont incertaines mais ne semblent pas être d'origine naturelle. Afin de limiter les inondations périodiques du lac de Côme, trois arches ont été ajoutées à différentes époques, en ajoutant les huit unités existantes à l'origine. Le matériel de report, causé par l'extension de la rive de la rivière, a entraîné l'accumulation de débris dans la zone appelée Lazzaretto . Pour améliorer l'écoulement des eaux, un canal a été creusé séparant l'île du continent.
Sa forme laisse supposer qu'elle a été utilisée comme forteresse de défense ou comme garnison militaire. Les premières cartes représentant l'île (sans logement) datent de 1723 et de 1753. 
Le seul bâtiment de l'île, situé sur le bord sud, a été habité jusqu'en 1956 lorsque les anciens propriétaires ont refusé la permission de construire un pont reliant l'île au continent. Il a ensuite été loué jusqu'en 1961 puis a servi pour des événements privés tels que mariages et réceptions.
L'île a accueilli un restaurant qui a ensuite été abandonnée puis rouvert en 2011, lorsque la commune de Lecco a lancé un projet permettant l'accès public et l'exploitation touristique en organisant des expositions, des événements cinématographiques, des spectacles dans le jardin ainsi qu'une appréciation générale du lieu mais en 2014 , en raison de conflits fonciers, la vocation touristique cesse et l'île est de nouveau abandonnée. 
En février 2013, la Fondo per l'Ambiente Italiano reconnait l'île, la classe à la 121e place du recensement et la déclare d'intérêt culturel et historique. 